# Бочаров, Василий Иванович
Василий Иванович Бочаров (10 января 1923, Шепилово, Серпуховский округ — 9 ноября 1994, Жуковский, Московская область) — советский авиационный инженер, учёный в области создания воздушно-реактивных двигателей, теории и практики обеспечения безопасности полётов и расследования авиационных происшествий, один из заместителей начальника Лётно-исследовательского института (1992-1994), доктор технических наук (1991), лауреат Государственной премии СССР (1979).

## Биография

### Ранние годы
Родился 10 января 1923 года в деревне Шепилово Липицкой волости Каширского уезда Тульской губернии (ныне Серпуховского района Московской области). В 1941 году добровольно вступил в ряды армии.

### Участие в Великой Отечественной войне
Участник Великой Отечественной войны с декабря 1941 года. Служил старшим радиотелеграфистом и начальником радиостанции 698-й отдельной роты связи и в 575-м отдельном батальоне связи 240-й стрелковой дивизии. Воевал на Брянском (февраль — сентябрь 1942), Воронежском (сентябрь 1942 — октябрь 1943), 1-м Украинском (октябрь 1943 — февраль 1944) и 2-м Украинском (февраль 1944 — май 1945) фронтах.
Участвовал в оборонительных боях на воронежском направлении, Воронежско-Касторненской, Харьковской наступательной и Харьковской оборонительной операциях, Курской битве, Белгородско-Харьковской, Полтавско-Кременчугской, Киевской наступательной, Киевской оборонительной, Житомирско-Бердичевской, Корсунь-Шевченковской, Уманско-Ботошанской, Ясско-Кишинёвской, Дебреценской, Будапештской, Братиславско-Брновской и Пражской операциях.
Был награждён орденами и медалями. Демобилизован в звании старшего сержанта в 1945 году.

### Научная и инженерная деятельность
После войны в 1951 году окончил Московский авиационный институт и был направлен на работу в Лётно-исследовательский институт (ЛИИ).
В ЛИИ начал работать старшим техником в комплексе № 3 в июле 1951 года. Позднее на инженерных должностях занимался лётными испытаниями силовых установок самолётов. Внёс заметный вклад в исследования помпажа компрессора и отработку систем кратковременного повышения запасов устойчивости компрессора и системы автоматического восстановления исходного режима работ двигателя.
В 1962 году по решению Государственного комитета по авиационной технике СССР и согласно приказу Н. С. Строева вместе с В. В. Косточкиным организовал в ЛИИ новую комплексную лабораторию № 4 (впоследствии научно-исследовательское отделение № 4) для развития  нового для отечественной авиации научного направления надёжности. Позднее  на базе отдела, возглавляемого Бочаровым, была создана научная лаборатория исследований и испытаний в области безопасности полётов. В 1965 году он защитил кандидатскую диссертацию.
Под руководством В. В. Косточкина участвовал в разработке и внедрении в 1962-1969 годах Руководства по определению надёжности изделий авиационной техники при их разработке, испытаниях и эксплуатации, выпускавшегося ЛИИ и содержащего несколько выпусков по методам нормирования, анализа и контроля надёжности самолётов и вертолетов. При внедрении этого руководства участвовал в создании ряда организационно-распорядительных документов (положений, инструкций, приказов), что позволило реорганизовать систему работы предприятий отрасли в области надёжности и повысить её эффективность.
Бочаров признанный в отечественной промышленности, военной и гражданской авиации эксперт в области расследования авиационных происшествий. Участник создания советской системы сертификации гражданских самолётов и вертолётов. Эта работа велась под руководством М. А. Тайца в конце 1960-х годов для подготовки к вступлению СССР в ИКАО. Бочаров также сделал существенный вклад в развитие стандартов ИКАО в части бортовых регистраторов полётной информации и правил расследования авиационных происшествий. При его участии специалистами из организаций МАП и МГА были разработаны и внедрены первые отечественные Нормы лётной годности самолётов (НЛГС-1, позднее НЛГС-2 и −3), вертолётов (НЛГВ-1 и −2) и процедуры сертификации по этим нормам.
За разработку и внедрение новых в тот период развития советской авиации методов и средств обеспечения безопасности полётов Бочаров был удостоен в 1979 году Государственной премии СССР.
Он сыграл также важную роль в обеспечении надёжности и безопасности орбитального корабля "Буран". Руководил рабочей группой, разработавшей "Временные нормы безопасности полетов космических аппаратов самолетного типа", утвержденные в 1986 году.
Бочаров руководил созданием и внедрением в отечественной авиационной промышленности комплексной методологии анализа и обеспечения эксплуатационно-технических характеристик (ЭТХ) наравне с летно-техническими характеристиками воздушных судов, включая нормы, типовые перечни работ, распределение ответственности служб и подразделений организаций и войсковых частей, необходимое методическое обеспечение. На основе результатов этих работ защитил в 1991 году докторскую диссертацию, был избран членом-корреспондентом Российской инженерной академии.
За годы работы прошёл путь от старшего техника до заместителя начальника института. Преподавал в Центральном институте повышения квалификации кадров авиационной промышленности (ЦИПКК МАП СССР). В сложные годы перестройки в СССР и экономических преобразований в России вместе с руководившим тогда ЛИИ К. К. Васильченко много сделал для сохранения института в качестве одного из пяти (включая также ЦАГИ, ЦИАМ, ВИАМ, ГосНИИАС) авиационных государственных научных центров России. По инициативе К. К. Васильченко был в 1992 году был назначен его заместителем.

### Смерть

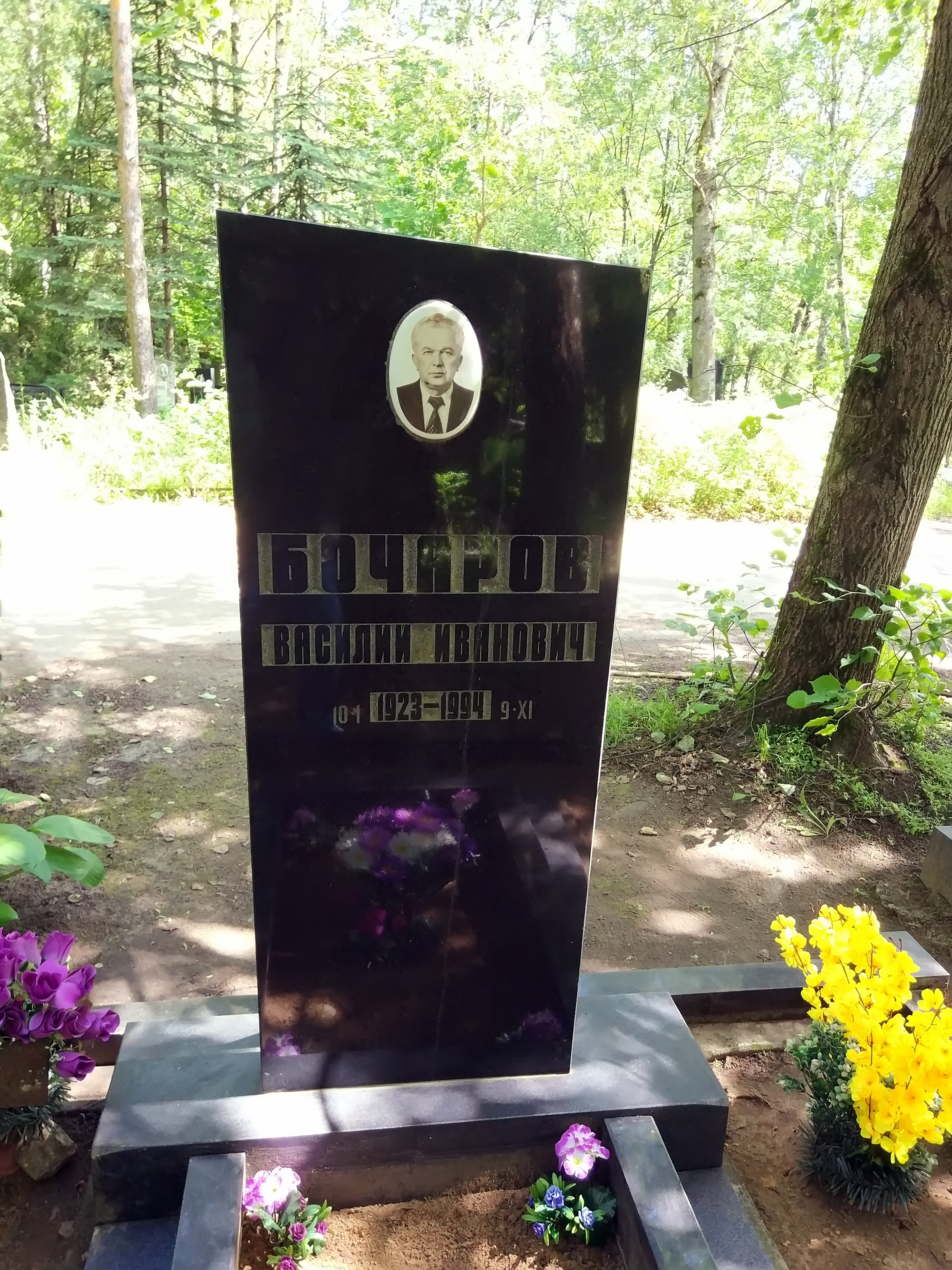
Могила В. И. Бочарова на Островецком кладбище

В последней должности Василий Иванович Бочаров успел проработать всего два года. Он скоропостижно скончался из-за тромбоэмболии на рабочем месте при исполнении обязанностей начальника института в 1994 году. Похоронен на кладбище села Островцы Московской области.

## Награды и звания
- лауреат Государственной премии СССР — 1979 год, за создание комплекса научных методов и технических средств установления причин и предупреждения отказов и аварий летательных аппаратов военной авиации (совместно с А. М. Тихомировым, В. К. Калиновским, Ю. М. Коровкиным, А. В. Майоровым и др.)[2][10]
- два ордена Отечественной войны II степени (15.02.1944; 11.03.1985)[2]
- два ордена Трудового Красного Знамени (26.04.1971; 30.12.1990)[2]
- орден Красной Звезды (07.05.1945)[2]
- медаль «За отвагу» (29.10.1943)[7]
- медаль «За боевые заслуги» (24.10.1943)[7]
- другие медали, в том числе медаль имени М. В. Келдыша (общественная награда Федерации космонавтики)[7]
- Почётный авиастроитель СССР[7]